# Struwwelpeter-Museum

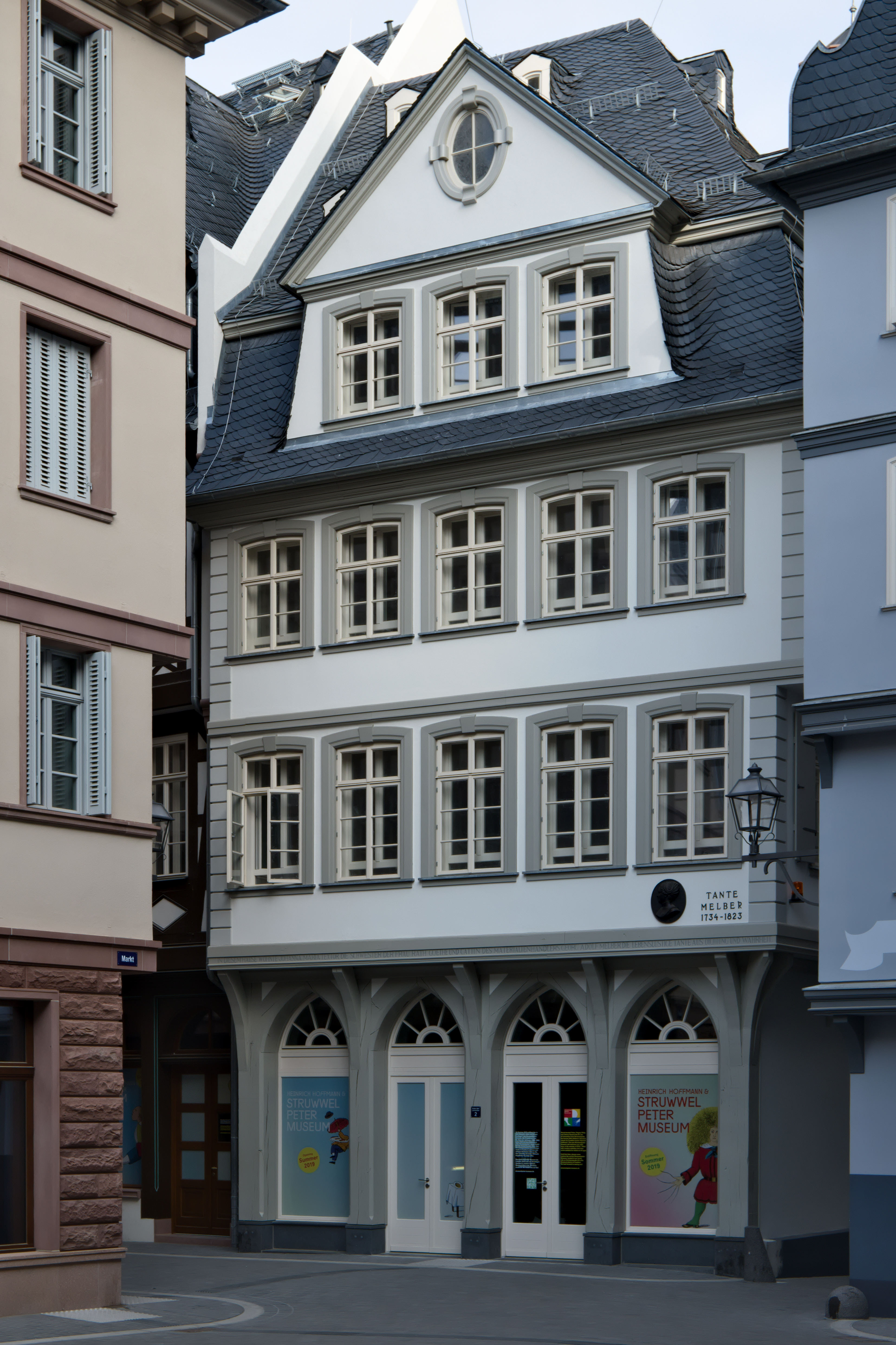
Das Haus zum Esslinger in der Frankfurter Altstadt, seit 2019 Sitz des Museums

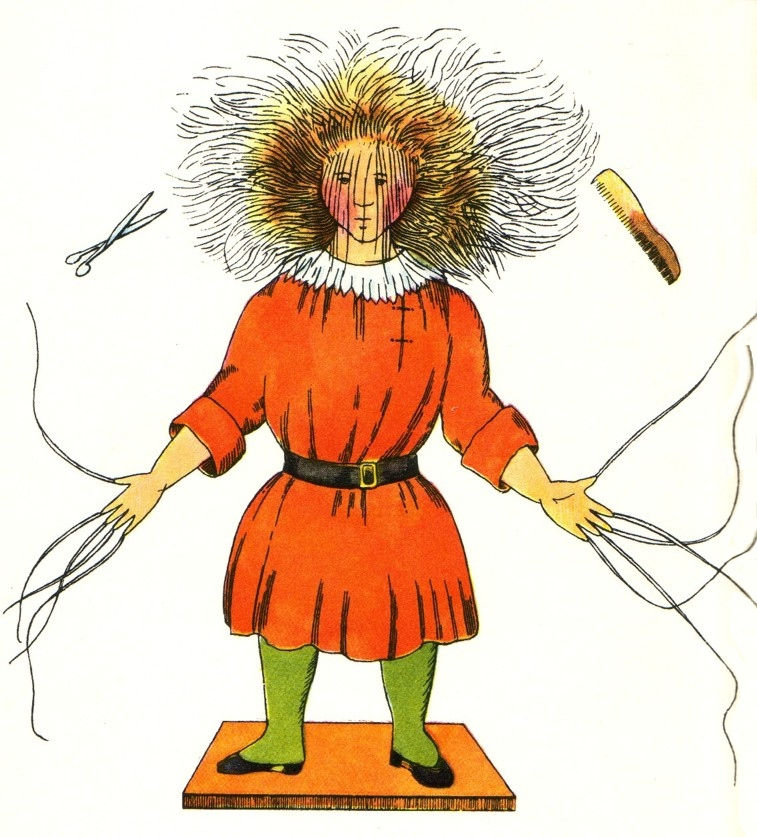
Der Ur-Struwwelpeter, gezeichnet von Heinrich Hoffmann

Das Struwwelpeter-Museum ist eine kulturelle und soziale Einrichtung in Frankfurt am Main, die dem 1844 entstandenen Kinderbuch „Struwwelpeter“ und dem Andenken seines Autors, des Psychiaters Heinrich Hoffmann gewidmet ist.

## Geschichte und Trägerschaft
1977 als Heinrich-Hoffmann- und Struwwelpeter-Museum gegründet, waren die Sammlungen des Hauses, darunter der Nachlass des Namensgebers, zunächst in der Schubertstraße 20 im Frankfurter Stadtteil Westend untergebracht. Seit September 2019 hat das Museum seinen Sitz im rekonstruierten Haus zum Esslinger, in der Gasse Hinter dem Lämmchen 2–4, im Herzen der Neuen Frankfurter Altstadt. Die neu gestalteten Museumsräume wurden 2022 mit dem German Design Award prämiert.
Träger und alleiniger Eigentümer des Museums ist die 1967 gegründete, zum Caritasverband gehörige Frankfurter Werkgemeinschaft. Der gemeinnützige Verein fördert die Rehabilitation, Integration und Betreuung psychisch kranker und behinderter Menschen und setzt damit das Werk Heinrich Hoffmanns fort. Das Museum selbst ist barrierefrei und wird als gemeinnütziger Inklusionsbetrieb geführt, in dem Menschen mit und ohne Beeinträchtigungen zusammenarbeiten. Der Museumsshop bietet Produkte an, die in Werkstätten für behinderte Menschen hergestellt wurden.
Seit 1995 wird das Haus durch den Freundeskreis Struwwelpeter Museum unterstützt.

## Ausstellungen und Angebote
Das Struwwelpeter-Museum zeigt eine Dauerausstellung und wechselnde Sonderschauen, die sich mit kulturgeschichtlichen Themen und Kinderliteratur befassen. Die Dauerausstellung würdigt zum einen Heinrich Hoffmann (1809–1894), sein Wirken als Reformer der Psychiatrie in Frankfurt, als Gründer der Anstalt für Irre und Epileptische, als politisch engagierter Bürger und als humoristischer Schriftsteller.
Der eigentliche Schwerpunkt der Ausstellung liegt jedoch auf der Entstehungs- und Wirkungsgeschichte des „Struwwelpeter“. Präsentiert werden seltene Ausgaben des Kinderbuchs in zahlreichen Sprachen, „Struwwelpeter“-Parodien, aber auch Kitsch und Kunstwerke, die von dem Werk inspiriert wurden. Das Museum richtet sich mit interaktiven Angeboten insbesondere an Kinder. So gibt es einen Spielpfad und ein Theaterzimmer, in dem sie sich verkleiden und die Geschichten aus dem „Struwwelpeter“ nachspielen können. Zudem bietet das Haus Mitmachführungen für Kindergartengruppen und Schulklassen an.